# ミスター・ムーンライト
「ミスター・ムーンライト」（Mister Moonlight、Mr. Moonlight）は、ロイ・リー・ジョンソンによって作詞作曲された楽曲である。1962年にドクター・フィールグッド&ジ・インターンズによって録音され、シングル盤『ドクター・フィールグッド』のB面曲として発売された。後にビートルズやホリーズらによってカバー・バージョンが発表されている。

## オリジナル・バージョン
「ミスター・ムーンライト」は、アトランタのバンド、ドクター・フィールグッド&ジ・インターズによる録音が初出となる。ブルース・ピアニストのピアノ・レッドは、ドクター・フィールグッド（Dr. Feelgood）という名義を使用してバンドを率いた。
本作はオーケー・レコードからシングル盤『ドクター・フィールグッド』のB面曲として発売された。その後、イギリスでもコロムビア・レコードから発売された。

## ビートルズによるカバー
ビートルズによるカバー・バージョンは、イギリスでは1964年にパーロフォンから発売されたアルバム『ビートルズ・フォー・セール』、アメリカでは同年にキャピトル・レコードから発売されたアルバム『Beatles '65』に収録された。リード・ボーカルはジョン・レノンで、ポール・マッカートニーとジョージ・ハリスンがハーモニー・ボーカルを歌った。

### 背景
ビートルズは、デビュー前のライブで「ミスター・ムーンライト」を演奏していた。ビートルズがレパートリーに加えた時期について見解が分かれており、音楽学者のウォルター・エヴェレットは「1961年後半もしくは1962年初頭」と見ている。ビートルズの歴史家であるマーク・ルイソンは、ビートルズが本作が収録されたレコードを発見したのが「1962年半ば」で、1962年8月のセットリストには本作が含まれているが、それ以前の1961年春や1962年2月1日の公演のセットリストに含まれていないと述べている。ニール・アスピノールは、「『ミスター・ムーンライト』は、観客に緊張感がただよった瞬間があるから素晴らしかった。曲が発表されると、だれもがジョンがあの「MISTER! Moonlight」っていう声で始めなければいけないことを知っていたんだ。前奏はなくて、彼は何もないところから正しく演奏しなければいけなかった」と回想している。ライブではたびたびオープニング・ナンバーとして演奏されていた。

### レコーディング
ビートルズは、1964年8月14日のセッションで初めて「ミスター・ムーンライト」のレコーディングを行った。同日のセッションでは4テイク録音された。この時点ではハモンドオルガンとパーカッションは含まれておらず、レノンとハリスンのギターの演奏が主体となっていた。1964年のイギリスツアーの休暇中である10月18日に、再びレコーディングが行われた。テイク7でマッカートニーのハモンドオルガンが追加され、テイク8が「最高」であると見なされた。
レコーディングには4トラック・レコーダーが使用され、トラック1にはリンゴ・スターのパーカッションとマッカートニーのベース、トラック2にはハリスンのアフリカンドラムとマッカートニーのハモンドオルガン、トラック3にはレノンのボーカルとマッカートニーとハリスンのハーモニー・ボーカル、トラック4にはカントリー・ジェントルマンで演奏したパートが録音された。プロデューサーのジョージ・マーティンとエンジニアのノーマン・スミスは、10月27日にテイク4と8を使用してモノラル・ミックスを作成。その後、11月4日にマイク・ストーンを加えた3人でステレオ・ミックスを作成。

### リリース・評価
「ミスター・ムーンライト」は、1964年12月4日にイギリスで発売された『ビートルズ・フォー・セール』と、1964年12月15日にアメリカで発売された『Beatles '65』に収録された。アメリカの全国チャートでは最高位68位を記録した。日本では「ホワット・ユー・アー・ドゥーイング」をB面に収録したシングル盤としても発売され、1966年の日本武道館公演のドキュメンタリー番組で使用された。
1977年に発売された非公式ライブ・アルバム『デビュー! ビートルズ・ライヴ'62』には、1962年12月のスター・クラブ公演でのライブ音源が収録されている。1995年に発売された『ザ・ビートルズ・アンソロジー1』には、テイク1と4を組み合わせた音源が収録された。
エヴェレットは、著書『The Beatles as Musicians』の中で、本作について「ビートルズで最も人気のない楽曲の1つ」と書いている。マーク・ルイソンは「ほとんどの人が、後にLP『ビートルズ・フォー・セール』となるものの中で最も嫌っている曲」とし、「あとから考えると、『リーヴ・マイ・キトゥン・アローン』のほうがアルバムに収録するのにふさわしかったかもしれない」と付け加えている。エヴェレットは、この2曲を比較して「8月14日に試された2曲のカバーは、1つはレノンが最も刺激を受けたカバーであり、もう1つはそうではないものだった。残念ながら、前者にあたる『リーヴ・マイ・キトゥン・アローン』は、ビートルズの活動期に発売されることはなかった…」と書いている。
エヴェレットは、「レノンの「きたない太い声」によるア・カペラのオープニングについて「期待できる」とする一方で、その音色はすぐに形容しがたいほど陰気なものへと変わってしまうと評している。音楽評論家のイアン・マクドナルドは、本作について「大ざっぱな準カリプソ」と説明し、「この曲はジョークで録音されたものではないか」という考えを示している。

### クレジット
※出典（特記を除く）
- ジョン・レノン - リード・ボーカル、アコースティック・ギター（リズムギター）
- ポール・マッカートニー - ハーモニー・ボーカル、ベース、ハモンドオルガン
- ジョージ・ハリスン - ハーモニー・ボーカル、リードギター、アフリカンドラム
- リンゴ・スター - コンガ[16][注釈 3]

## その他のアーティストによるカバー
- マージービーツ（英語版） - 1963年に発売されたシングル盤『アイ・シンク・オブ・ユー』のB面に収録。
- ホリーズ - 1964年に発売されたアルバム『ステイ・ウィズ・ザ・ホリーズ（英語版）』に収録[23]。
- 笑福亭鶴光 - 1977年5月に発売されたシングル盤『スイタラ・タンゴ』のB面に収録（曲名「Mr.ツルコー」）。
- つんく♂ - 2000年に発売されたアルバム『A HARD DAY'S NIGHT つんくが完コピーやっちゃったヤァ!ヤァ!ヤァ! Vol.1』に収録[24]。
- ダン・サーテイン（英語版） - 2011年に発売されたアルバム『Legacy of Hospitality』に収録[25]。